# East Alton
East Alton ist eine Gemeinde (mit dem Status „Village“)  im Madison County im Westen des US-amerikanischen Bundesstaates Illinois. Das U.S. Census Bureau hat bei der Volkszählung 2020 eine Einwohnerzahl von 5.786 ermittelt.
Die Stadt liegt im Metro-East genannten östlichen Teil der Metropolregion Greater St. Louis um die Stadt St. Louis im benachbarten Missouri.  

## Geografie
East Alton liegt im nördlichen Vorortbereich von St. Louis am linken Ufer des Mississippi, der die Grenze zum Bundesstaat Missouri bildet. Der Ort liegt auf 38°52′49″ nördlicher Breite und 90°06′40″ westlicher Länge und erstreckt sich über 15 km², die sich auf 14 km² Land- und 1 km² Wasserfläche verteilen. Der Ort liegt in der Wood River Township.
An East Alton grenzt im Südosten direkt das Stadtgebiet von Wood River, Rosewood Heights im Osten, Bethalto im Nordosten und Alton im Westen. Auf dem gegenüberliegenden Mississippiufer liegt das St. Charles County in Missouri. Das Stadtzentrum von St. Louis liegt 34,7 km südlich.

## Verkehr
Durch East Alton verläuft entlang des Mississippi die hier den Illinois-Abschnitt der Great River Road bildende Illinois State Route 143. Alle weiteren Straßen sind untergeordnete oder innerstädtische Verbindungsstraßen.
Durch East Alton führen mehrere Linien verschiedener Eisenbahngesellschaften, die von hier nach St. Louis führen. 
Der St. Louis Regional Airport liegt 5,7 km östlich, der größere Lambert-Saint Louis International Airport liegt 39,9 km südwestlich von East Alton.

## Demografische Daten
Nach der Volkszählung im Jahr 2010 lebten in East Alton 6301 Menschen in 2762 Haushalten. Die Bevölkerungsdichte betrug 450,1 Einwohner pro Quadratkilometer. In den 2762 Haushalten lebten statistisch je 2,28 Personen. 
Ethnisch betrachtet setzte sich die Bevölkerung zusammen aus 95,2 Prozent Weißen, 1,9 Prozent Afroamerikanern, 0,2 Prozent amerikanischen Ureinwohnern, 0,3 Prozent Asiaten sowie 0,2 Prozent aus anderen ethnischen Gruppen; 2,3 Prozent stammten von zwei oder mehr Ethnien ab. Unabhängig von der ethnischen Zugehörigkeit waren 1,2 Prozent der Bevölkerung spanischer oder lateinamerikanischer Abstammung. 
21,8 Prozent der Bevölkerung waren unter 18 Jahre alt, 62,7 Prozent waren zwischen 18 und 64 und 15,5 Prozent waren 65 Jahre oder älter. 50,2 Prozent der Bevölkerung war weiblich.
Das mittlere jährliche Einkommen eines Haushalts lag bei 35.496 USD. Das Pro-Kopf-Einkommen betrug 21.678 USD. 25,9 Prozent der Einwohner lebten unterhalb der Armutsgrenze.